# Districtul Osterode am Harz
Districtul Osterode am Harz este un district  rural (în germană Landkreis) situat în landul Saxonia Inferioară, Germania. 
1. 1 2 3  GeoNames